# Welle: Erdball
Welle: Erdball — это немецкий проект (иногда обозначается, как W:E), считающийся пионером битпопа. Интенсивное использование звуковых чипов SID компьютеров Commodore 64 делает их звучание моментально узнаваемым. Оно отдалённо напоминает пионеров электронной музыки вообще группу Kraftwerk.
Название буквально означает «Волна: Земной шар», также есть немецкое радио шоу с названием «Hallo! Hier Welle Erdball!». Их логотип это повернутый на 90° знак Trabant.
W:E выступали в 2006 году на мероприятии Breakpoint 2006.
Кроме работы как Welle:Erdball, у членов группы есть второй проект с названием 'Das Präparat', в котором Honey и ALF работают под псевдонимами 'Prof Sternau' и 'Dr Georg Linde' соответственно.

## Участники

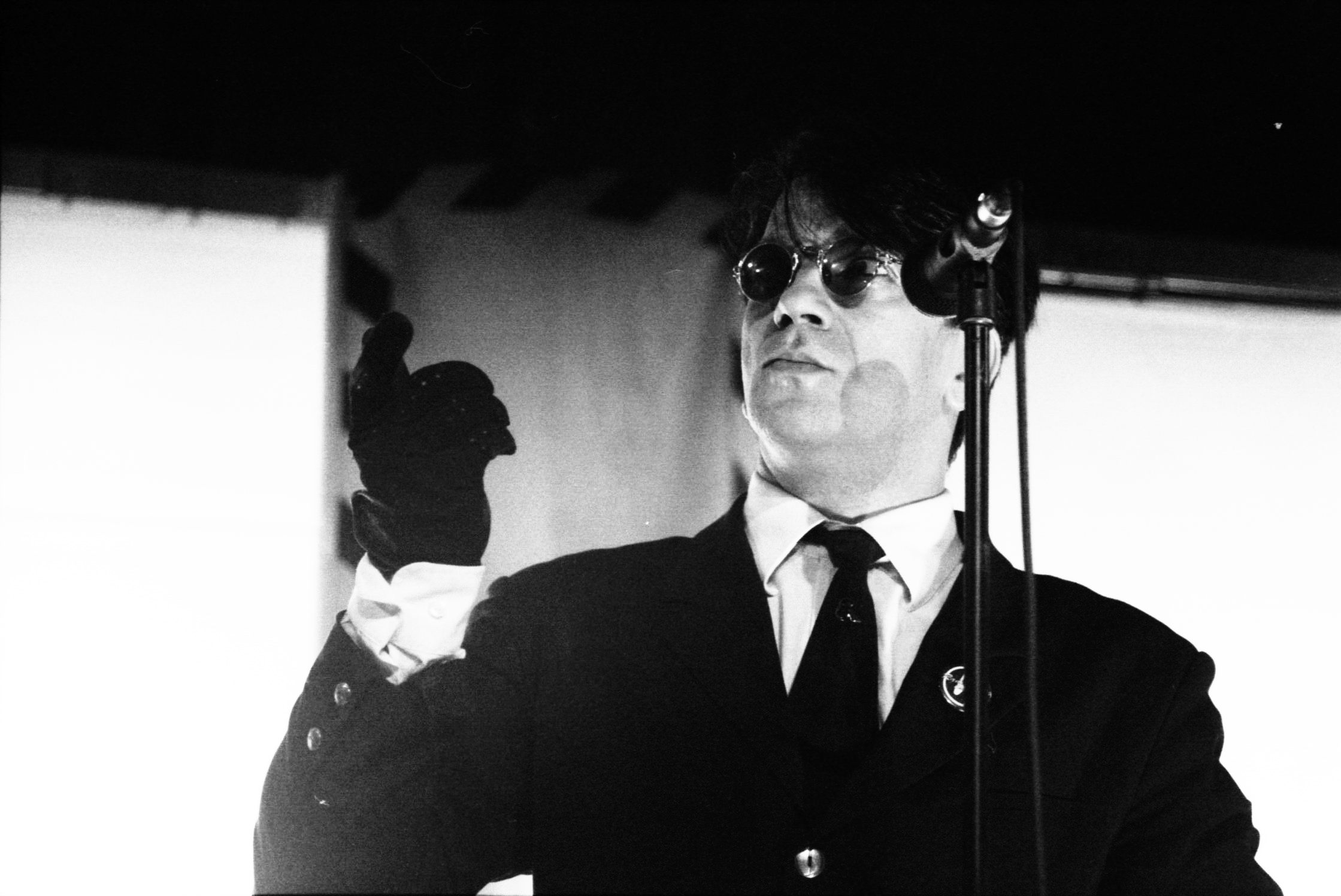
Honey текст, вокал
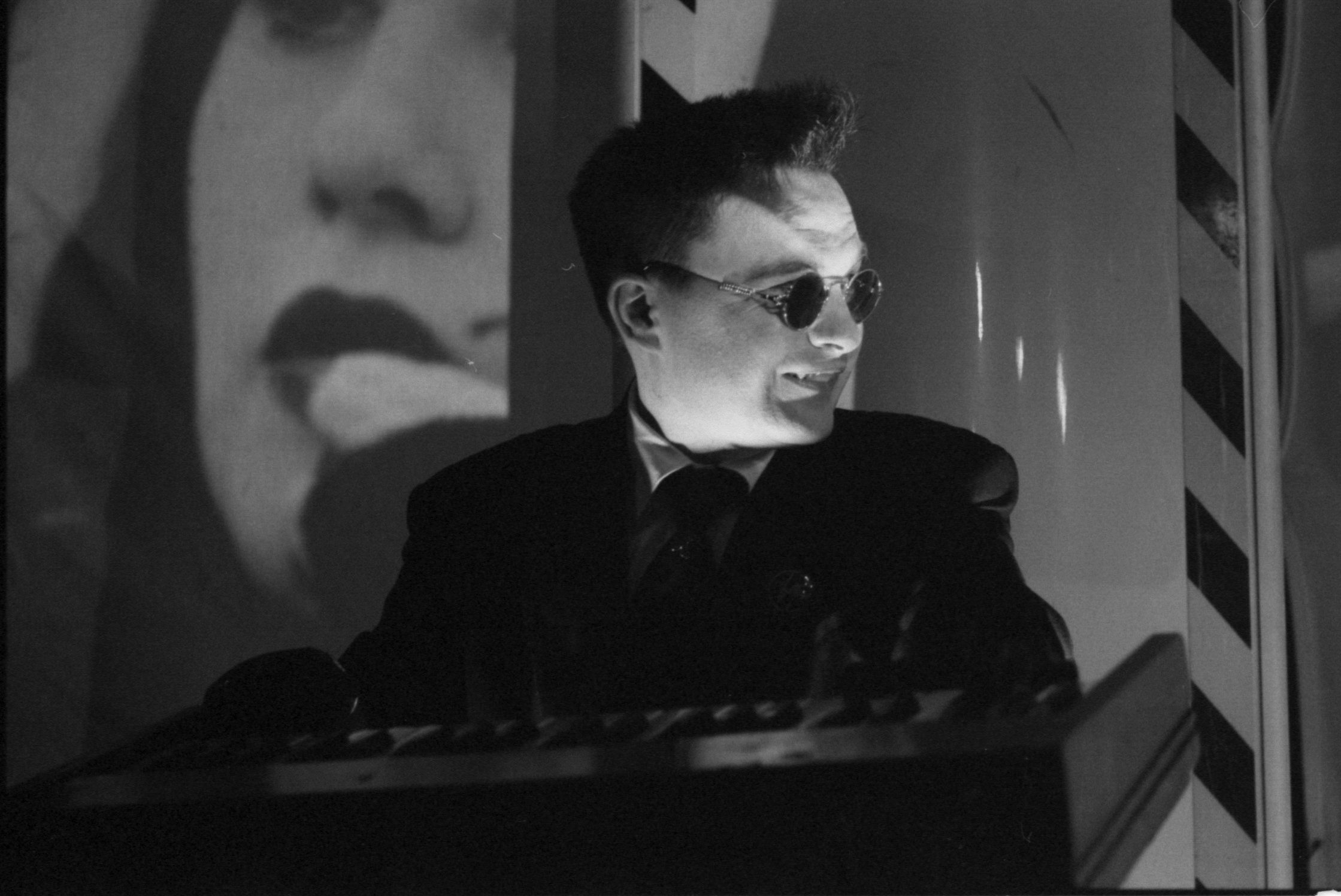
A.L.F. музыка, программирование
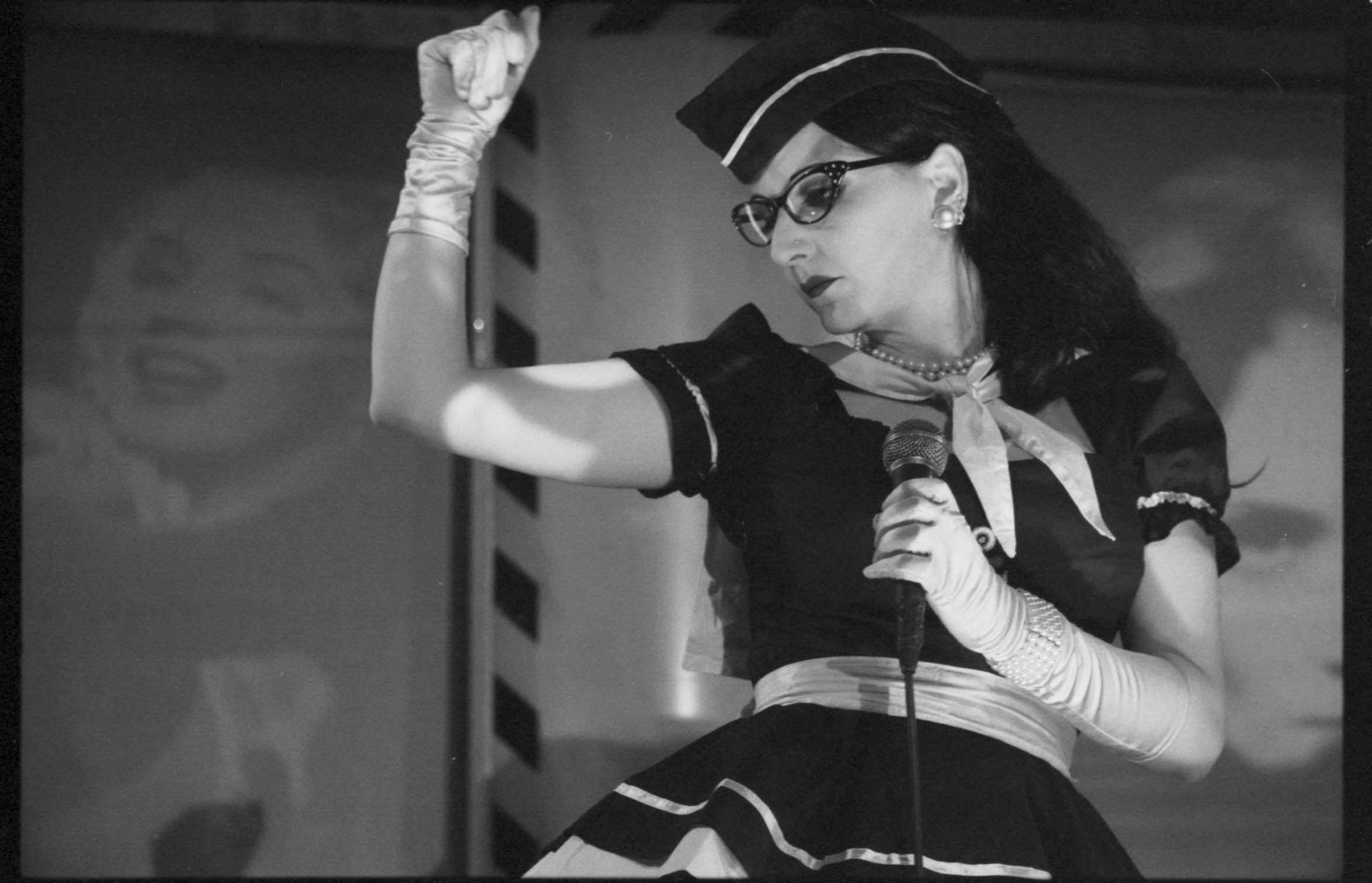
Frl. Venus перкуссии, вокал
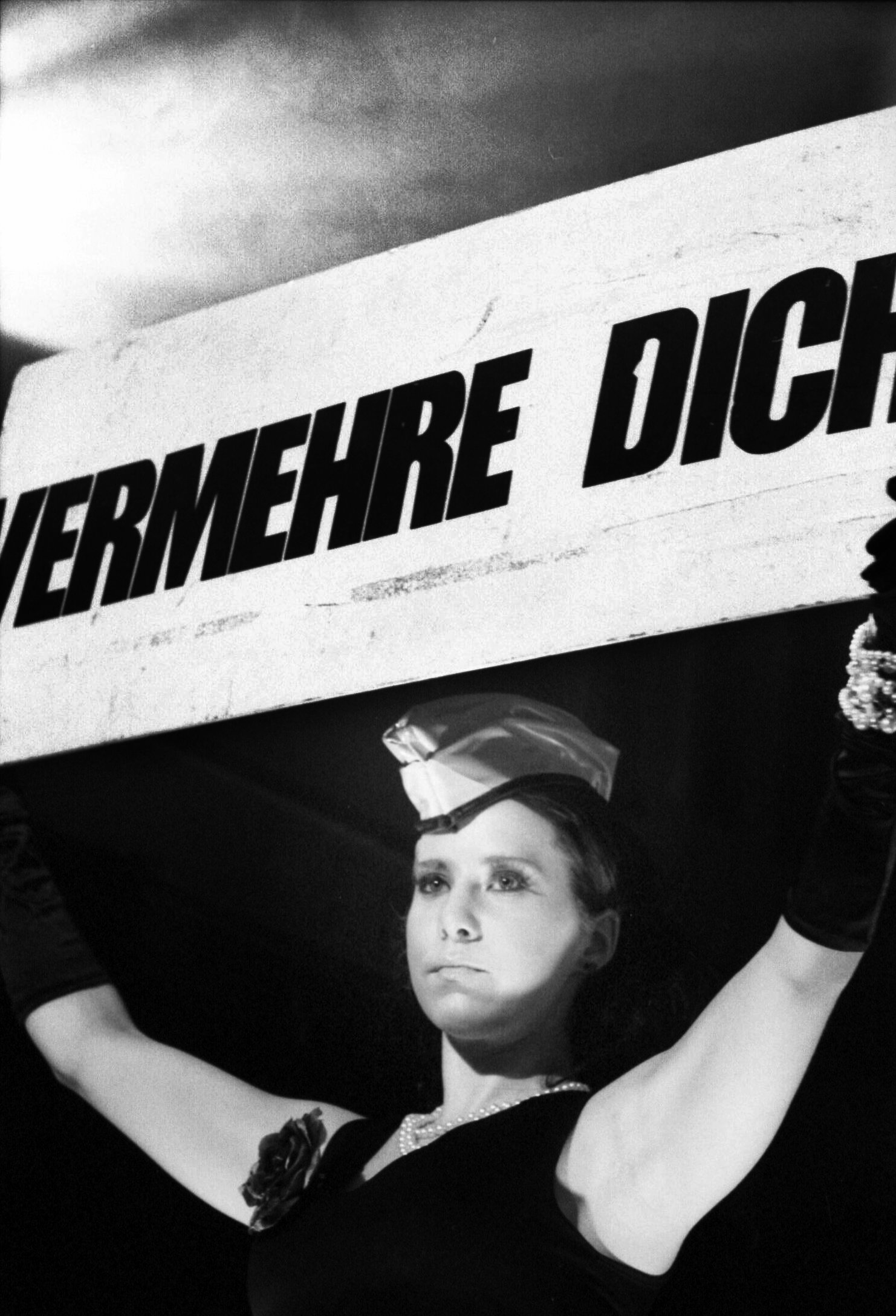
Plastique перкуссии, вокал

### Бывшие участники
- Plastique (-2013)
- Zara — перкуссии (-2005)
- Soraya.vc — перкуссии (-2004)
- KayCat — перкуссии (-2002)
- Xenia G-punkt — перкуссии

## Дискография

### Демозаписи
- 1991: Der Sinn des Lebens (появилась под названием Honigmond)
- 1992: Es ist an der Zeit (ограничена 50 экземплярами — чаще под названием Feindsender 64.3)
- 1996: Telephon W-38 (ограничена 200 экземплярами, изначально фанклубная версия)

### Альбомы
- 1994: Frontalaufprall (Head-on impact)
- 1995: Alles ist möglich (Everything is possible)
- 1996: Tanzpalast 2000 (Dancing palace 2000)
- 1998: Der Sinn des Lebens (The meaning of life)
- 2002: Die Wunderwelt der Technik (The wonderworld of technology)
- 2004: Horizonterweiterungen
- 2006: Chaos Total
- 2010: Operation Zeitsturm
- 2011: Der kalte Krieg
- 2013: 20 Jahre-Best Of
- 2014: Tanzmusik für Roboter (Dance Music for Robots)

### Синглы и EP
- 1993: Nyntändo-Schock (из Frontalaufprall)
- 1995: W.O.L.F. (из Alles ist möglich)
- 1996: Telephon W-38 MC (из Tanzpalast 2000), ограничена 2000 экземплярами
- 1998: Deine Augen / Arbeit adelt! (из Der Sinn des Lebens)
- 2000: Starfighter F104G (из Die Wunderwelt der Technik)
- 2001: VW-Käfer & 1000 Tage (из Die Wunderwelt der Technik)
- 2001: Super 8 (из Die Wunderwelt der Technik)
- 2003: Nur tote Frauen sind schön
- 2004: Horizonterweiterungen (Expansion of the horizon)
- 2008: Ich bin aus Plastik 7″ LP, ограничена 1000 экземплярами
- 2013: Computerklang (релиз 22 марта)
- 2014: Ich rette Dich!

### Как Das Präparat
- Anatomie CD (2003)
- Tanz Mit Deinem Gefuhl EP (2004)
- Mein Schmerz Tragt Deinen Namen EP (2006)